# Diana Carnero
Diana Carnero Elizalde (22 de janeiro de 1995 - 7 de fevereiro de 2024) foi uma política equatoriana do Movimento Revolução Cidadã.

## Carreira
Diana Carnero nasceu em 22 de janeiro de 1995 em Naranjal, Equador.  Ela entrou na política pelo Movimento Revolução Cidadã, sendo eleita pela primeira vez nas eleições locais equatorianas de 2023 e passando a servir como vereadora na Câmara Municipal de Naranjal até sua morte em 7 de fevereiro de 2024 durante os conflitos armados no Equador.

## Assassinato
Carnero foi baleada por pistoleiros em motocicletas em via pública, quando tinha apenas 29 anos, enquanto realizava um encontro público. Ela faleceu no hospital de Naranjal. O ex-presidente Rafael Correa expressou suas condolências. A presidente do seu partido e ex-candidata presidencial Luisa González também lamentou a sua morte.